# Timothy O'Sullivan
Pour les articles homonymes, voir O'Sullivan.
Timothy H. O'Sullivan est un photographe américain, né en 1840 et mort le 14 janvier 1882.

## Biographie
Membre de l'équipe de Mathew Brady qui a photographié la guerre de Sécession. Une de ses photographies, A Harvest of Death, compte parmi les représentations les plus fameuses de la guerre de Sécession. Publiée dans la première anthologie américaine de photographies, le Photographic Sketch Book of the War d'Alexander Gardner, en 1865, elle fait partie d'une série de dix planches photographiques de la bataille de Gettysburg, dont huit ont été réalisées par Timothy H. O'Sullivan.
Il est ensuite devenu indépendant. O'Sullivan est mort à 41 ans, de la tuberculose.
Il fut chargé par le gouvernement américain de couvrir les expéditions à partir de 1869, il devint photographe en chef pour le département du Trésor des États-Unis en 1880. Son travail insiste sur l'aspect spectaculaire des paysages américains.
François Brunet considère qu'il s'agit du « plus célèbre et [...] plus énigmatique des photographes de l'exploration ». Un temps oublié, son travail est redécouvert à partir des années 1930, puis interprété, dans les années 1970, comme celui d'un pionnier. Puisqu'il n'a pas laissé d'écrits, seule l'analyse de son œuvre permet d'approcher certaines de ses logiques : le travail en série, la pratique usuelle du panorama et du champ-contrechamp, la variation des éclairages — naturels — sur un même lieu. Pour Brunet, O'Sullivan crée des paysages dynamiques, habités de rares figures humaines que l'on peut interpréter comme des métonymies de l'Amérique. Il y ajoute un certain narcissisme non dénué d'humour, le photographe incluant dans un grand nombre d'images, entre 1860 et 1880, la présence de son matériel, pied-de-nez au relatif anonymat auquel étaient contraints les photographes du gouvernement.

## Collections
- National Archives, États-Unis
- Rare book room de la New York Public Library.

## Galerie

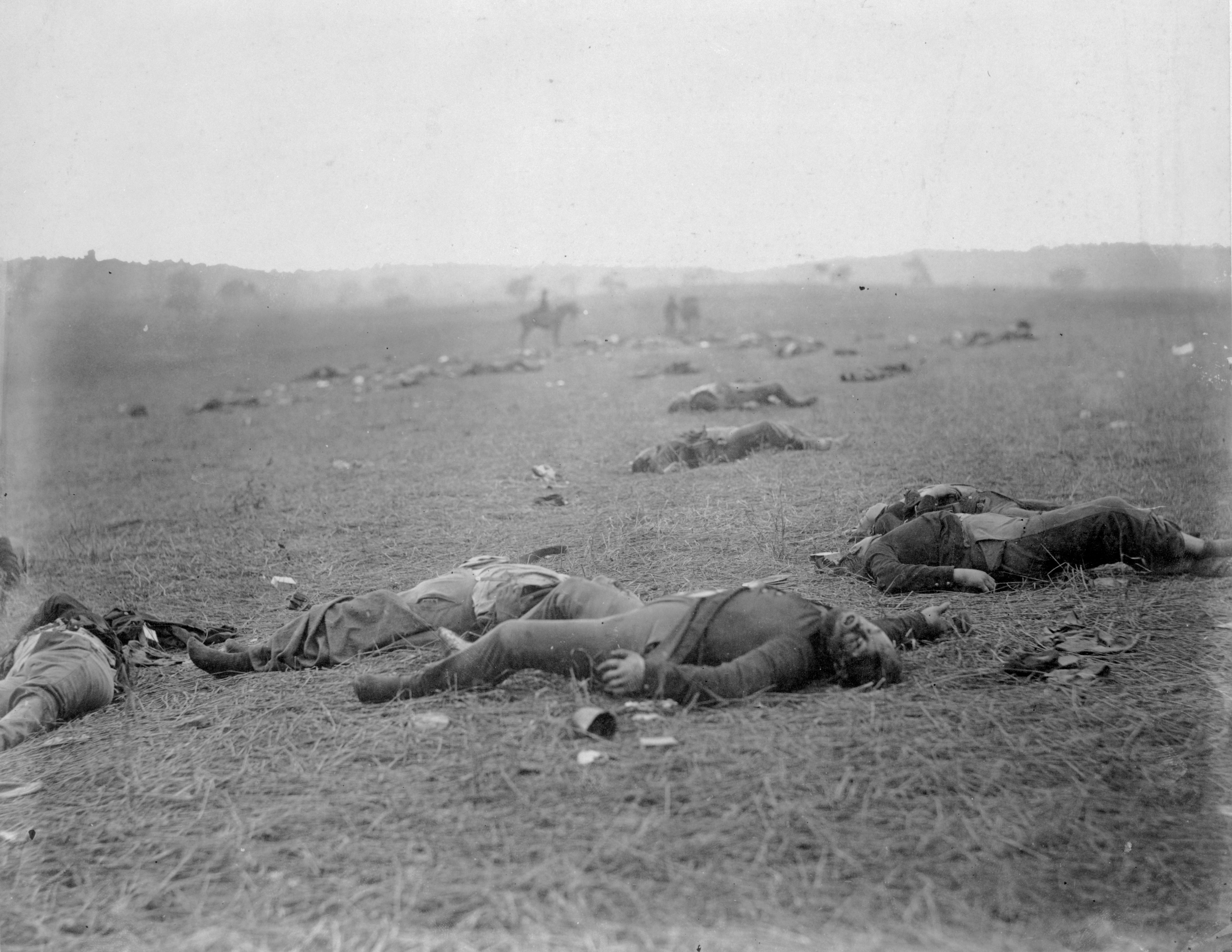
A Harvest of Death, juillet 1863.
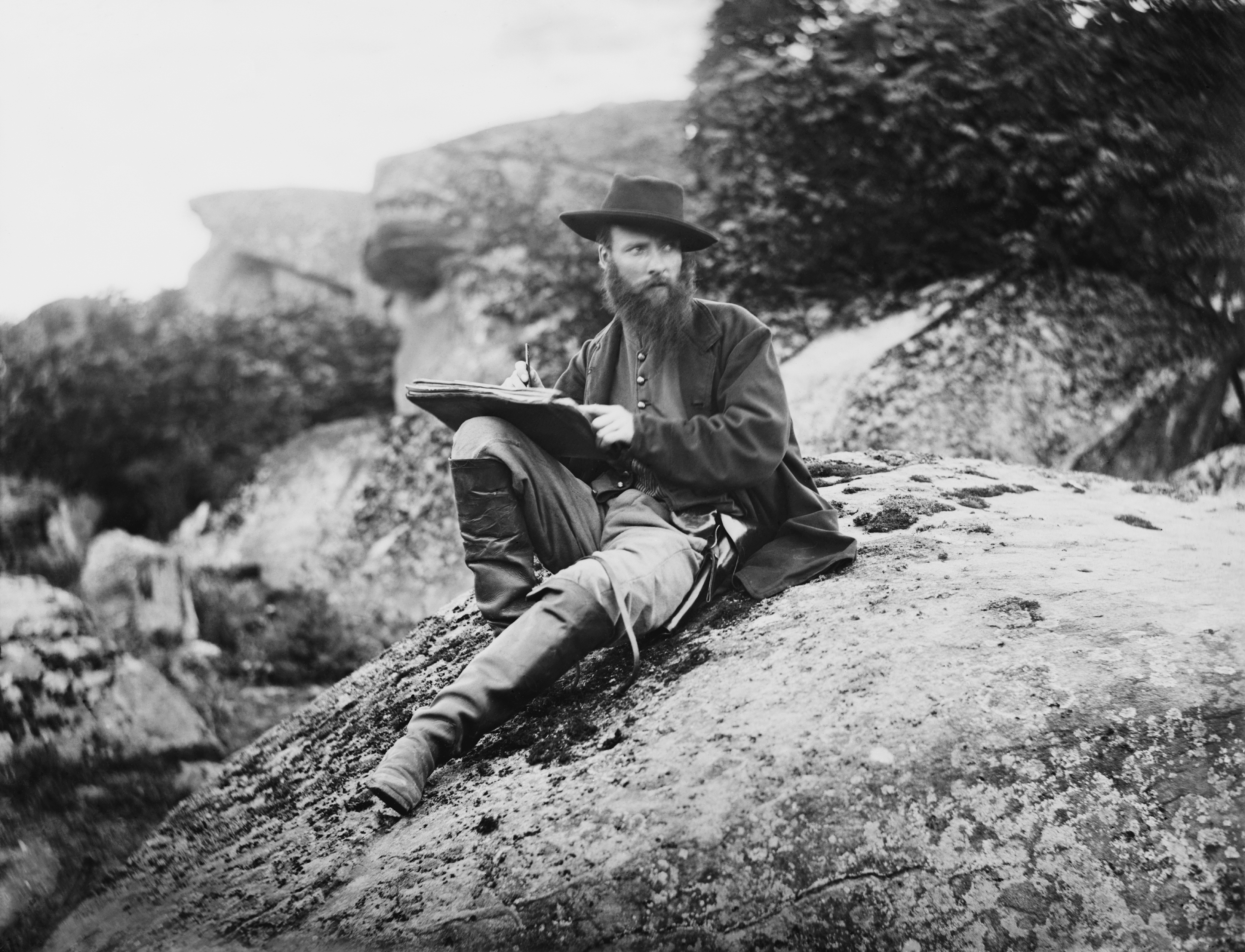
Alfred Waud dessinant sur le champ de bataille de Gettysburg, juillet 1863.
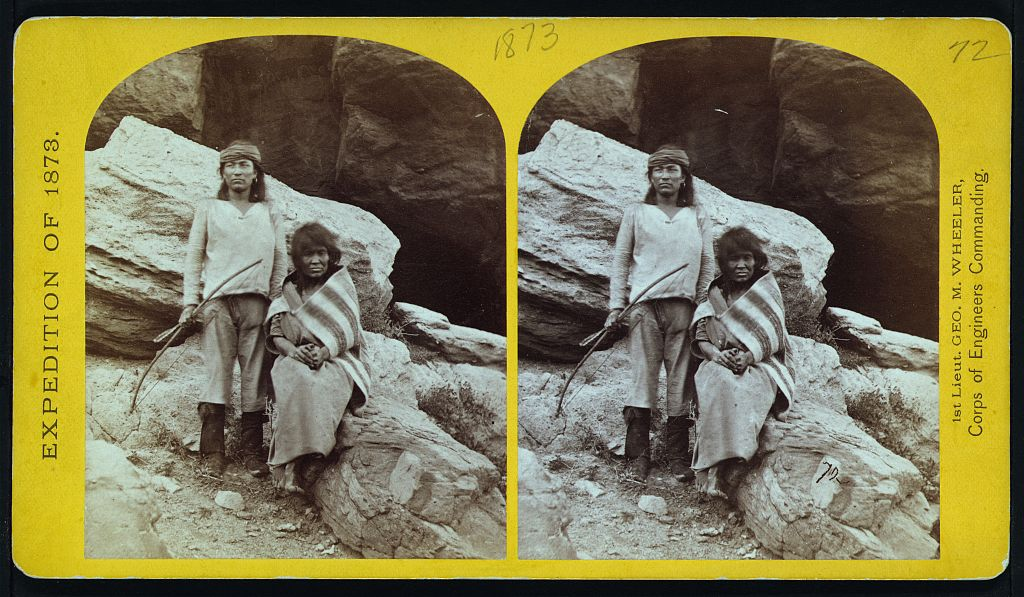
Un guerrier navajo et sa mère, 1873.
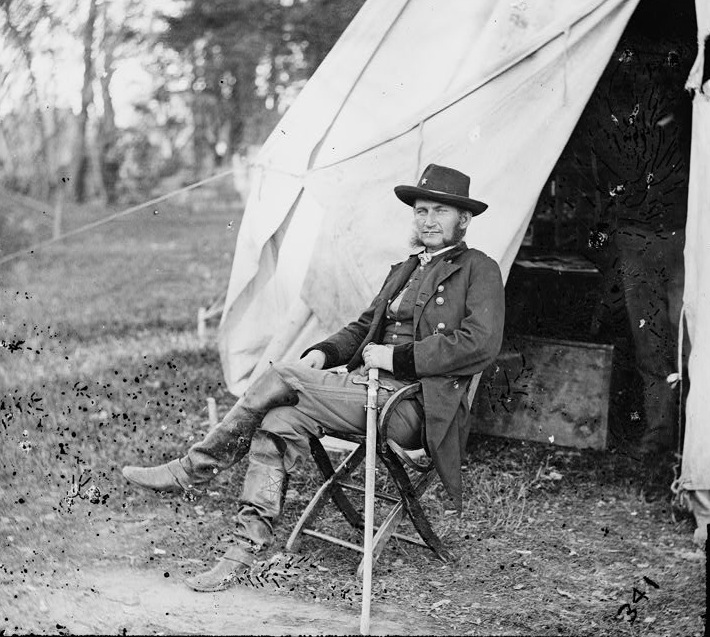
Le général Judson Kilpatrick, septembre 1863.
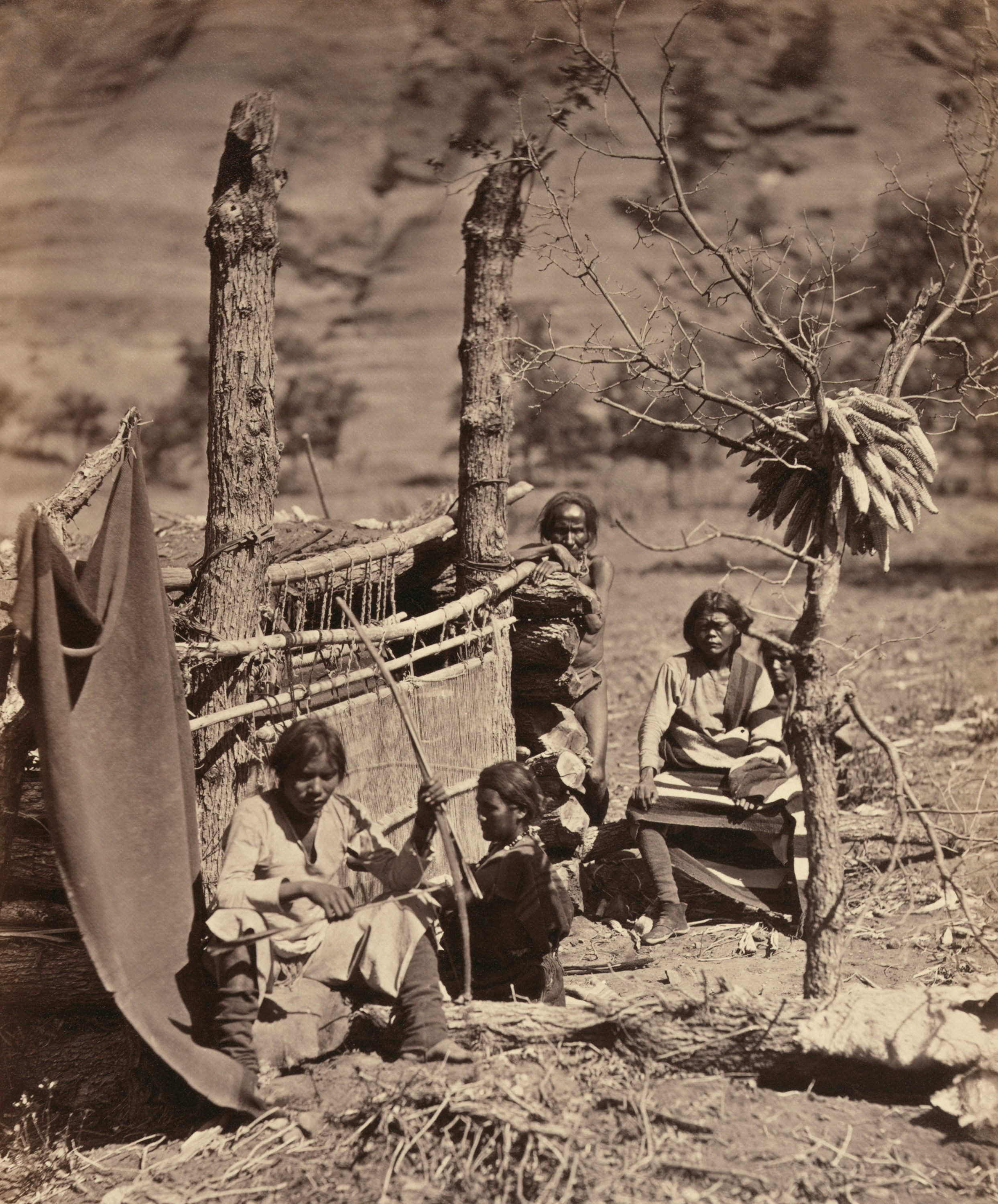
Une famille Navajo, 1873.
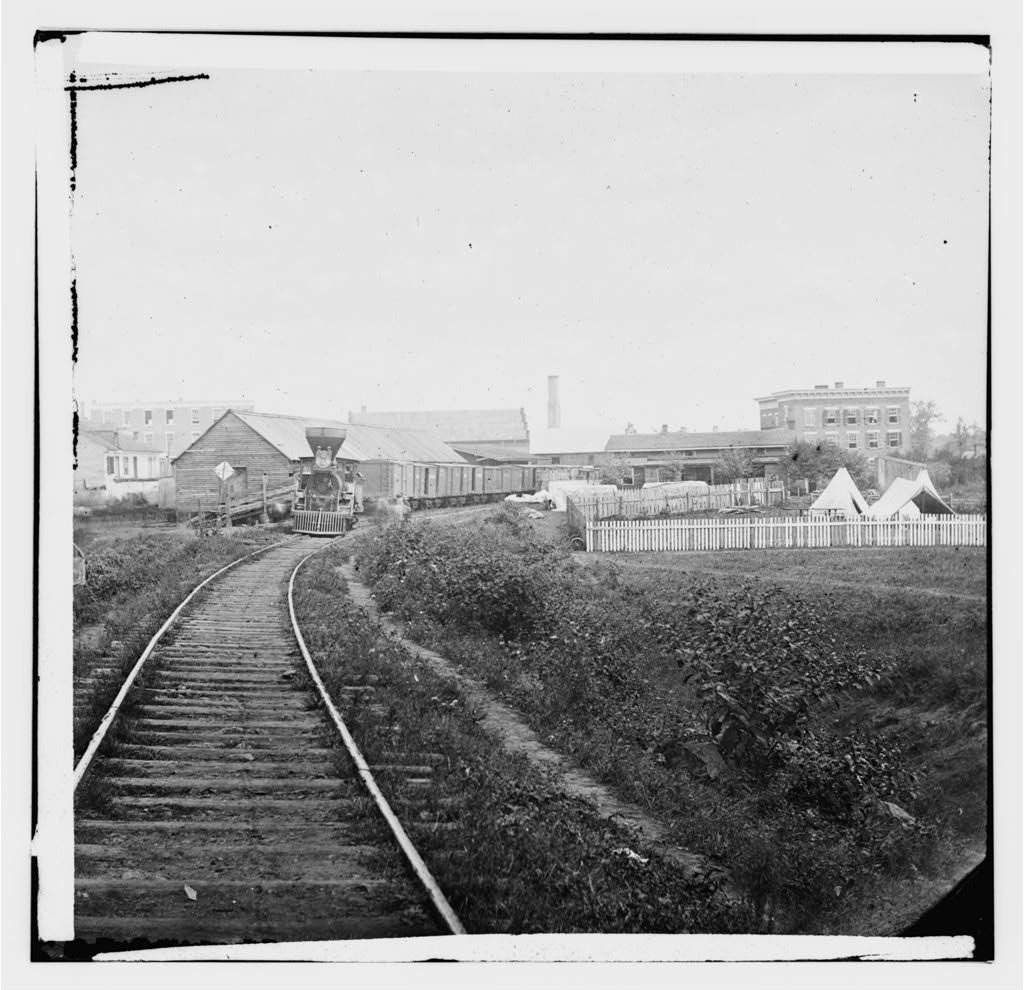
Un train de marchandises sur l'Orange and Alexandria Railroad à Culpeper en Virginie, mi-1862.